# Ranger School

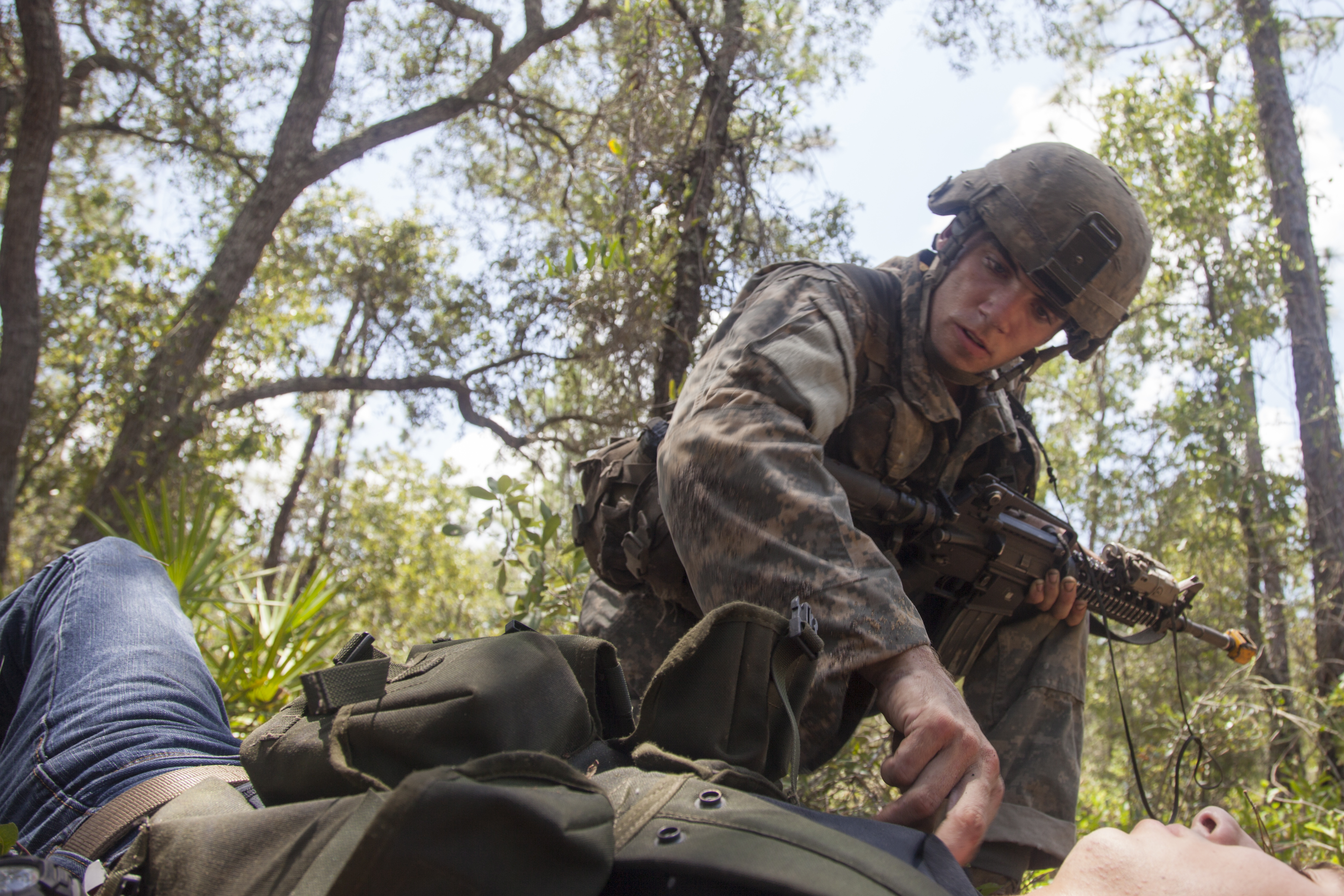
Un étudiant simulant une acte de guerre

La Ranger School est une école militaire de l'U.S. Army. Les élèves y effectuent un stage intensif de 61 jours pour y apprendre des notions de commandement sur un théâtre d'opération donné, à la tête d'une petite unité tactique et à la suite duquel ils deviennent des rangers. Elle se situe à Fort Benning, en Géorgie.
Les soldats achevant avec succès les 61 jours de formation se voit attribuer le Ranger Tab.